# ARIB外字の追加記号一覧
ARIB外字の追加記号一覧（アライブがいじのついかきごういちらん）は、ARIB外字における追加記号の一覧である。
ここではARIB外字の追加記号を画像で示す。なお、字形は「和田研中丸ゴシック2004絵文字 ver.4.2.9.2」によるためデジタル放送におけるデータ放送符号化方式と伝送方式 ARIB STD-B24 5.3版の第2部第7章に示される字形と多少異なるので注意されたい。規格に文字についての説明があるものについては、その説明を文字下部につけた。
文字の順序は便宜上ARIB外字に示された分類と合わせたものである。

## 関連記事
- ARIB外字